# Stara Hromada

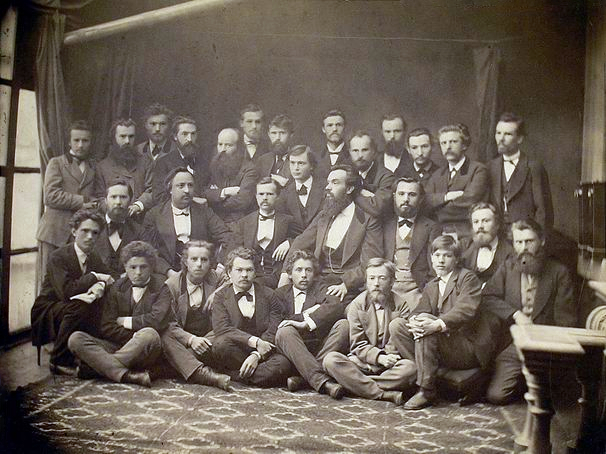
Stara Hromada, 1874

Stara Hromada (ukr. Стара́ грома́да) – stowarzyszenie ukraińskiej inteligencji w Kijowie, zajmujące się działalnością społeczną, kulturalną i oświatową, działające od 1859.
Stara Hromada działała do 1876, kiedy to została rozwiązana ukazem emskim. Do działaczy Hromady należeli między innymi: Wołodymyr Antonowycz, Pawło Żytecki, Mykoła Łysenko, Mychajło Starycki, Pawło Czubynski, Tadej Rylski, Mychajło Drahomanow, Fedir Wowk, Mykoła Ziber, Serhij Podołynśkyj.